# Untiefe
Das Wort Untiefe hat zwei gegensätzliche Bedeutungen: einerseits „sehr geringe Tiefe“, andererseits „sehr große Tiefe“. Es ist somit ein Januswort (Antagonym).

## Geringe Tiefe

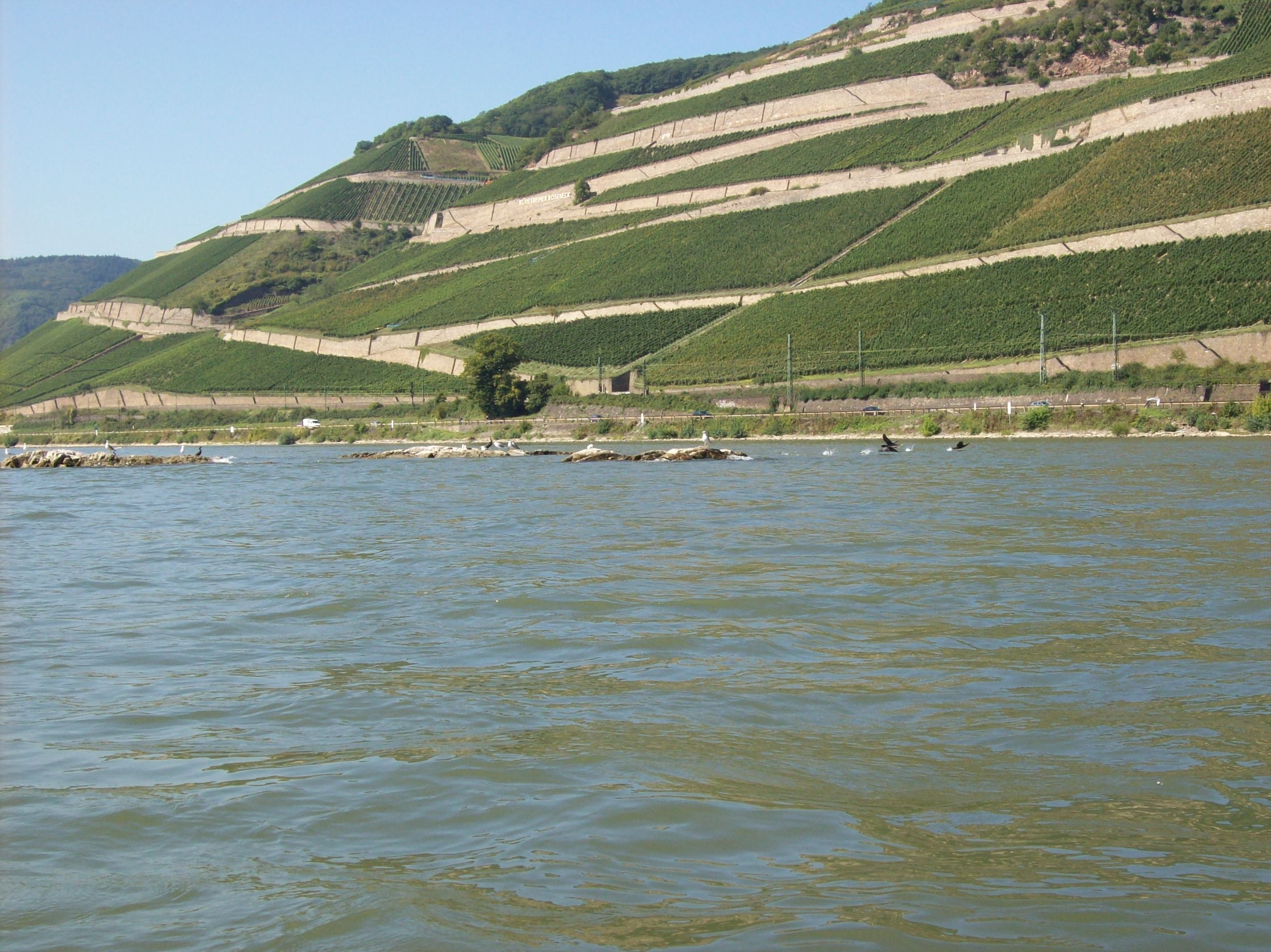
Die Krausaue bei Rüdesheim, eine felsige Untiefe im Oberrhein, ragt stellenweise über den Wasserspiegel

Eine Untiefe (mit verneinendem Un-) ist ein Bereich eines Gewässers mit geringer Tiefe. Diese Bedeutung ist seit dem 10. Jahrhundert belegt. Die Bezeichnung kann sich auch auf die entsprechende Bodenerhebung im Gewässer beziehen.
In der Schifffahrt ist eine Untiefe ein Bereich, der wegen seiner geringeren Tiefe eine Gefährdung für die Schifffahrt darstellt. Neben den Gefahren der Grundberührung und des Festlaufens kann sich an Untiefen auch ein gefährlich hoher Seegang bis hin zu Grundseen bilden. Untiefen werden häufig durch schwimmende Seezeichen markiert. Gefährliche Untiefen werden auch dann in Seekarten eingezeichnet, wenn ihre Position noch nicht genau bekannt ist (siehe Vigia).

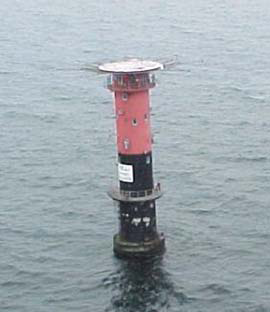
Leuchtfeuer zur Markierung der Untiefe Fladen grund im Kattegat
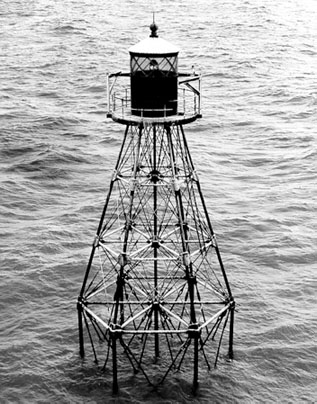
Der Leuchtturm Pulaski Shoal Light markierte eine Untiefe im Nordosten der Dry Tortugas
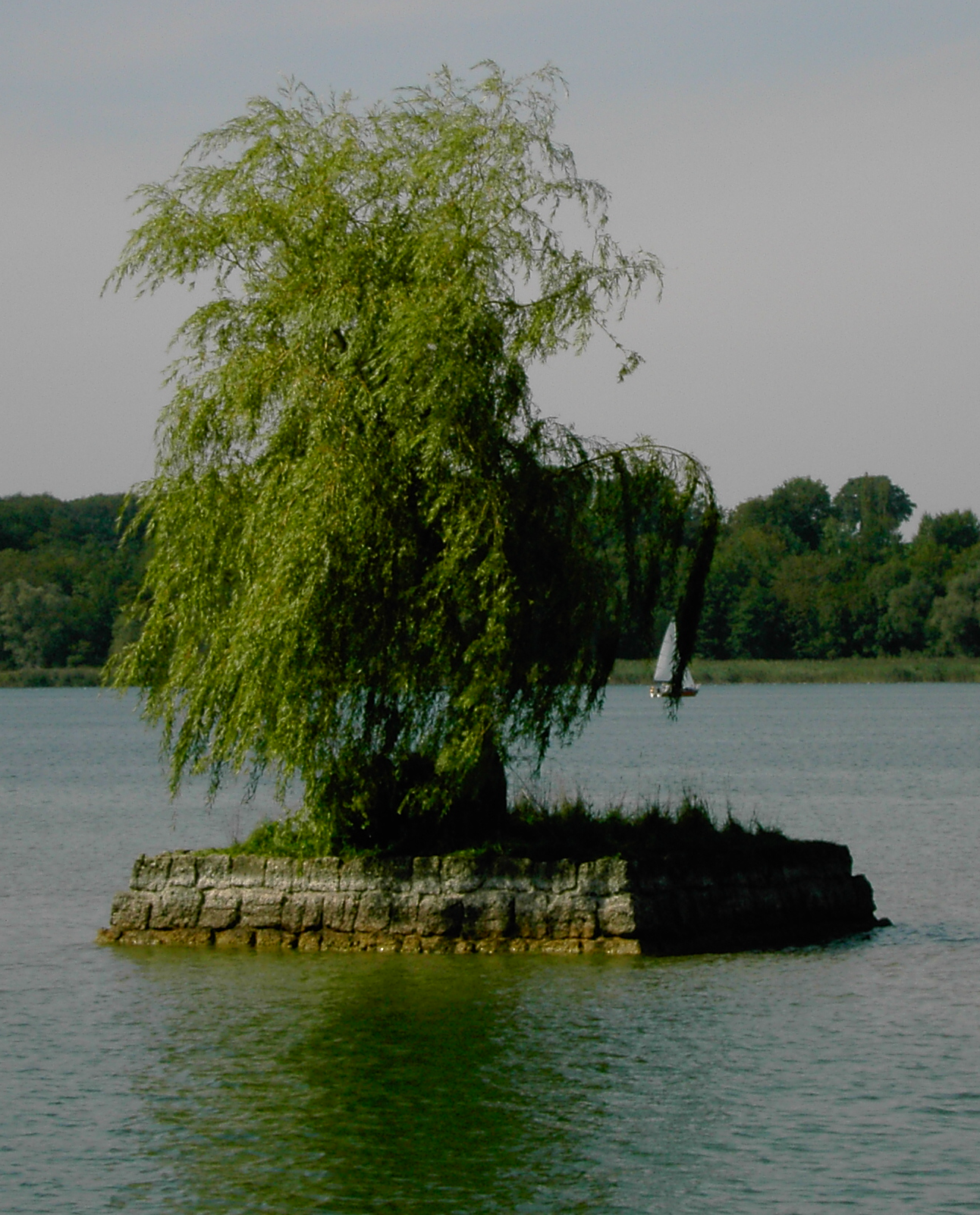
Markierung einer Untiefe mit einer künstlichen Insel (Schalch im Chiemsee)

## Große Tiefe
Als Untiefe (mit steigerndem Un-) bezeichnet man auch eine sehr große Tiefe. Diese Bedeutung ist erst seit Ende des 18. Jahrhunderts belegt und zunächst oberdeutsch. Die Vorsilbe un- wirke hier betonend und verstärkend, ähnlich wie bei den Wörtern Unmenge oder Unsumme (Augmentativbildung).